# 川口知子
川口 知子（かわぐち ともこ、1936年5月21日 - 1969年1月19日）は、1960年代に文学座で活動した、日本の新劇女優。テレビ・ドラマや映画にも出演し、1960年には日本映画製作者協会新人賞を受賞した。

## 経歴
東京、銀座で、両親とも長唄の師匠という家に生まれる。
親類の田村秋子に影響を受け、女優を志し、共立女子学園高等部を卒業して俳優座養成所に入った（川口は、田村秋子の姪とする記述と、従妹とする記述がある）。
1959年に俳優座養成所を卒業し、文学座に入って研究生となり、同年9月の公演『黄色と桃色の夕方』で大役に抜擢された。
1960年には、映画『赤坂の姉妹より 夜の肌』に、映画初出演にして淡島千景、新珠三千代とともに主演し、この年の日本映画製作者協会新人賞を受賞した。
1961年から1962年にかけては、舞台にはほとんど出演せず、「文学座専属テレビ・タレント」と称されるほどテレビへの出演が多かった。その後も、舞台やテレビドラマに出演し続けた。
1969年1月19日、川口は自宅で石油ストーブの不完全燃焼による中毒で急死した。

## フィルモグラフィ
- 赤坂の姉妹より 夜の肌、1960年
- 東京夜話、1961年